# 匏子寮
匏子寮，原寫為匏仔藔，是臺灣南投縣草屯鎮的一個傳統地域名稱，位於該鎮南部偏西。相較於今日行政區，其範圍大致與富寮里相近。

## 歷史
台灣清治末期至日治初期，匏子寮地區為一街庄，稱為「匏仔藔庄」，隸屬於北投堡。該庄北與牛屎崎庄、北勢湳庄為鄰，東與南埔庄、坪頂庄為鄰，南邊為營盤口庄，西南邊及西邊南段為山腳庄，西邊北段為草鞋墩庄。
1901年（日治明治三十四年）11月，全台廢縣廳改設二十廳，該庄隸屬於南投廳。1903年（明治三十六年）6月，該庄編入「草鞋墩區」，隸屬於南投廳。1909年（明治四十二年）10月，合併二十廳為十二廳，草鞋墩區仍隸屬於南投廳。1920年（大正九年），全台地方制度大改正，廢十二廳改設五州二廳，該庄改制並雅化為「匏子寮」大字，隸屬於臺中州南投郡草屯庄。1938年（昭和十三年），草屯庄升格為草屯街。
戰後草屯街改制為草屯鎮，隸屬於臺中縣，大字亦改制為里。1950年10月，中、彰、投分治，草屯鎮改隸屬南投縣。

## 聚落

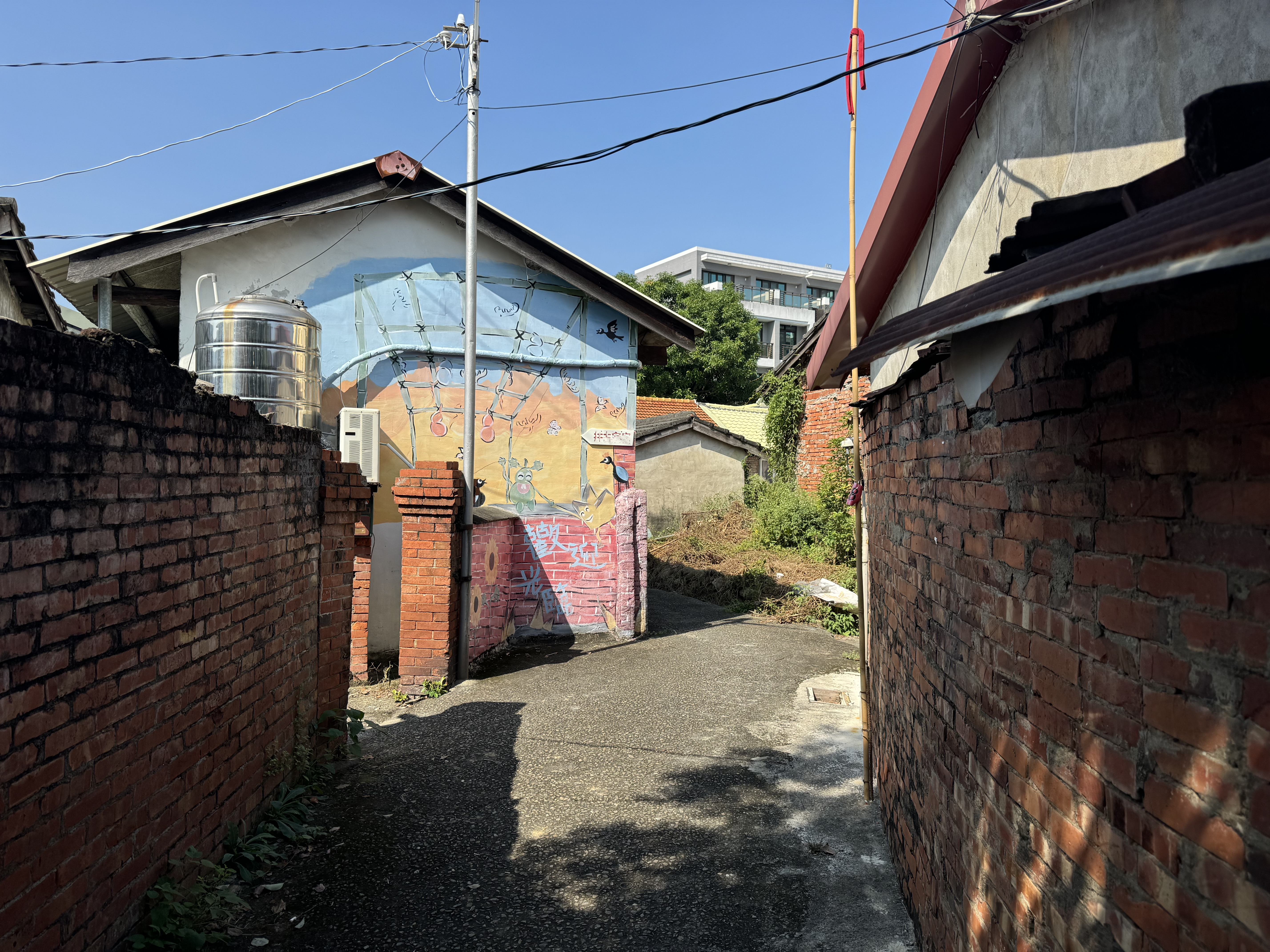
往富寮古井的匏仔藔古巷

本地區發展較早的聚落有匏仔藔、隘藔、底內等，在日治期初期的官方地圖上已有記載。此外，本地區尚有三抱竹仔、庄內、磚仔窯等聚落。

## 交通
省道台14線（博愛路、中正路）是彰化至南投廬山的幹道，大致以西北—東南走向由本地區西北部凸出部分的西北側入境後繞大彎轉東南東，至路口轉南微東再轉南微西，至中正路路口轉東東南蜿蜒而行，至隘寮聚落東南側轉東北東蜿蜒而行以至出境。由該道路向西北繞大彎轉西北西於草屯市區北側經省道台3甲線路口、省道台3線路口、省道台63甲線終點路口後可前往國道3號草屯交流道、芬園、彰化中庄子並止於省道台1線路口，向東北東可前往國姓、埔里、仁愛（霧社）、廬山等地。
鄉道投8線（玉屏路）是玉峰至土城的道路，其西側端點位於本地區西北部近北側邊界的省道台14線轉角路口。由此向東北出境後可前往牛屎崎南部、北勢湳、南埔東北部的土城聚落並止於省道台14線另一路口。
鄉道投14線（富頂路一段、股坑巷）是富寮至竹子城的道路，其西側端點位於本地區中部偏西北的省道台14線路口。由此向東南行至近邊界處轉南蜿蜒而行，出境後轉東南再轉東北可前往坪頂北部偏東並止於鄉道投17線路口。

## 學校
- 南開科技大學
- 富功國小